# Phyllodactylus gilberti
Phyllodactylus gilberti este o specie de șopârle din genul Phyllodactylus, familia Gekkonidae, descrisă de Heller 1903. Conform Catalogue of Life specia Phyllodactylus gilberti nu are subspecii cunoscute.